# Трірське курфюрство
Трі́рське курфю́рство (лат. Electoratus Treverorum; нім. Kurfürstentum Trier, Kurtrier) — у 898–1803 роках курфюрство-архієпископія у складі Священної Римської імперії, зі столицею в німецькому місті Трір. Очолювалося духовним князем — католицьким архієпископом Трірським, що займав посаду курфюрста. Він був архіканцлером Бургундії, третім серед інших канцлерів та курфюрстів. Курфюрство було одним із трьох духовних курфюрств імперії поряд із Кельнським і Майнцьким курфюрствами. Інша назва — Трірське архієпископство.

## Курфюрсти
- Архієпископ Тріра